# Saint-Paul-de-Varax
Saint-Paul-de-Varax és un municipi francès situat al departament de l'Ain i a la regió d'Alvèrnia-Roine-Alps. L'any 2007 tenia 1.463 habitants.

## Demografia

### Població
El 2007 la població de fet de Saint-Paul-de-Varax era de 1.463 persones. Hi havia 531 famílies de les quals 121 eren unipersonals (51 homes vivint sols i 70 dones vivint soles), 172 parelles sense fills, 207 parelles amb fills i 31 famílies monoparentals amb fills.
La població ha evolucionat segons el següent gràfic:
Habitants censats

### Habitatges
El 2007 hi havia 580 habitatges, 534 eren l'habitatge principal de la família, 22 eren segones residències i 24 estaven desocupats. 493 eren cases i 87 eren apartaments. Dels 534 habitatges principals, 347 estaven ocupats pels seus propietaris, 173 estaven llogats i ocupats pels llogaters i 14 estaven cedits a títol gratuït; 4 tenien una cambra, 19 en tenien dues, 83 en tenien tres, 190 en tenien quatre i 238 en tenien cinc o més. 454 habitatges disposaven pel capbaix d'una plaça de pàrquing. A 218 habitatges hi havia un automòbil i a 261 n'hi havia dos o més.

### Piràmide de població
La piràmide de població per edats i sexe el 2009 era:
| Homes | Edats   | Dones |
| ----- | ------- | ----- |
| 0     | 95 o +  | 0     |
| 12    | 90 a 94 | 0     |
| 8     | 85 a 89 | 12    |
| 12    | 80 a 84 | 12    |
| 12    | 75 a 79 | 16    |
| 28    | 70 a 74 | 12    |
| 28    | 65 a 69 | 28    |
| 24    | 60 a 64 | 16    |
| 4     | 55 a 59 | 40    |
| 52    | 50 a 54 | 36    |
| 92    | 45 a 49 | 60    |
| 28    | 40 a 44 | 48    |
| 40    | 35 a 39 | 52    |
| 56    | 30 a 34 | 20    |
| 40    | 25 a 29 | 40    |
| 40    | 20 a 24 | 24    |
| 40    | 15 a 19 | 52    |
| 48    | 10 a 14 | 24    |
| 36    | 5 a 9   | 52    |
| 28    | 0 a 4   | 32    |

## Economia
El 2007 la població en edat de treballar era de 940 persones, 673 eren actives i 267 eren inactives. De les 673 persones actives 629 estaven ocupades (326 homes i 303 dones) i 43 estaven aturades (15 homes i 28 dones). De les 267 persones inactives 85 estaven jubilades, 73 estaven estudiant i 109 estaven classificades com a «altres inactius».

### Ingressos
El 2009 a Saint-Paul-de-Varax hi havia 536 unitats fiscals que integraven 1.420 persones, la mediana anual d'ingressos fiscals per persona era de 17.290 €.

### Activitats econòmiques
Dels 48 establiments que hi havia el 2007, 2 eren d'empreses alimentàries, 4 d'empreses de fabricació d'altres productes industrials, 7 d'empreses de construcció, 13 d'empreses de comerç i reparació d'automòbils, 5 d'empreses de transport, 4 d'empreses d'hostatgeria i restauració, 1 d'una empresa financera, 2 d'empreses de serveis, 6 d'entitats de l'administració pública i 4 d'empreses classificades com a «altres activitats de serveis».
Dels 16 establiments de servei als particulars que hi havia el 2009, 1 era una oficina de correu, 3 tallers de reparació d'automòbils i de material agrícola, 1 autoescola, 1 guixaire pintor, 2 fusteries, 2 electricistes, 1 perruqueria, 3 restaurants i 2 salons de bellesa.
Dels 4 establiments comercials que hi havia el 2009, 1 era una botiga de més de 120 m², 1 una botiga de menys de 120 m², 1 una fleca i 1 una peixateria.
L'any 2000 a Saint-Paul-de-Varax hi havia 22 explotacions agrícoles que ocupaven un total de 1.584 hectàrees.

## Equipaments sanitaris i escolars
L'únic equipament sanitari que hi havia el 2009 era una farmàcia.
El 2009 hi havia 1 escola maternal i 1 escola elemental.

## Poblacions més properes
El següent diagrama mostra les poblacions més properes.